# Aditya Kundu
Aditya Kundu (ur. 19 czerwca 1996) – indyjski zapaśnik walczący w stylu klasycznym. Brązowy medalista mistrzostw Azji w 2020. Mistrz Wspólnoty Narodów w 2017 roku.